# Rafael Cisternas i Fontseré
Rafael Cisternas i Fontseré (Barcelona, 1819 - Madrid, 14 de maig de 1876) va ser un naturalista, zoòleg i professor universitari català.
Format a la Universitat de Barcelona, s'especialitzà en l'estudi dels peixos i fou catedràtic de la Universitat de València, convertint-se en un pioner en la recopilació dels noms populars dels animals i de la introducció de les idees darwinistes i l'evolucionisme. Fou un dels responsables del ressorgiment científic valencià de la darrera etapa del segle xix i un dels màxims cultivadors de la biologia i la botànica del moment. Des del 1845 fou membre del Reial Acadèmia de Ciències i Arts de Barcelona (RACAB), ocupant el càrrec de conservador del Museu de l'Acadèmia, i posteriorment, el 1848, el d'encarregat del Gabinet de la Secció d'Història Natural.
El 1861 ocupà la càtedra de zoologia de la Universitat de València, després d'haver estat professor a Salamanca i Valladolid. També hi ocupà la càtedra de botànica. Des del 1869 compatibilitzà la docència universitària amb les classes de fisiografia agrícola a l'Escola d'Agricultura i amb les de mineralogia i química dels Estudis d'Arquitectura. El 1872 fou nomenat degà de la Facultat de Ciències. Des del primer moment, incorporà les idees darwinistes a l'exercici docent, en un moment en què predominava una posició més conservadora. En els seus treballs científics també s'observa la incorporació de l'evolucionisme i les idees darwinistes.
El 1871 fou un dels fundadors de la Reial Societat Espanyola d'Història Natural. Destacà especialment en el camp de la ictiologia, amb aportacions notables al coneixement de la fauna piscícola del País Valencià i les seves costes. El treball «Catálogo de los peces comestibles que se crían en las costas españolas del Mediterráneo y en los ríos y lagos de la provincia de Valencia» de l'any 1867, fou premiat per l'Institut Mèdic Valencià. En els seus catàlegs faunístics incorporà les denominacions populars valencianes de les espècies que s'hi enumeraven. Entre les seves obres destaca també l'«Ensayo descriptivo de los peces de agua dulce que habitan en la provincia de Valencia», dins «Anales de la Sociedad Española de Historia Natural (Memorias)» de 1877.